# Switched at Birth
Switched at Birth (pol. Zamienione przy urodzeniu) – amerykański serial emitowany na antenie ABC Family od 6 czerwca 2011. Pomysłodawczynią serialu jest Lizzy Weiss. 22 października 2015 roku stacja ABC ogłosiła przedłużenie serialu na piąty sezon co pozwoli mu przekroczyć liczbę 100 wyemitowanych odcinków. 12 marca 2016 roku, stacja Freeform ogłosiła, że 5 sezon jest serią finałową.

## Fabuła
Serial opowiada o dwóch nastolatkach, które właśnie dowiedziały się o tym, że po urodzeniu zostały przypadkowo zamienione w szpitalu. Obie dziewczynki urodziły się 22 października 1995. Bay Kennish dorastała w bogatej rodzinie z rodzicami i bratem Tobym, natomiast Daphne Vasquez wychowywała się w biednej dzielnicy – bez ojca, który opuścił rodzinę po tym, jak dziewczyna straciła słuch.

## Obsada

### Główna
- Katie Leclerc jako Daphne Paloma Vasquez (urodzona jako Bay Madeleine Kennish), biologiczna córka Johna i Kathryn Kennish. Prawnie jest córką Reginy Vasquez. Urodziła się 22 października 1995 r.; W wieku 3 lat straciła słuch w wyniku zapalenia bakteryjnego opon mózgowych.
- Vanessa Marano jako Bay Madeleine Kennish (urodzona jako Daphne Paloma Vasquez), biologiczna córka Angelo Sorrento i Reginy Vasquez. Prawnie jest córką Johna i Kathryn Kennish. Urodziła się w tym samym dniu co Daphne, 22 października 1995 r. Bay jest artystką, często maluje graffiti po całym mieście.
- Constance Marie jako Regina Vasquez, prawnie matka Daphne i biologiczna matka Bay. Ma problemy alkoholowe. Okazuje się, że wiedziała o wszystkim.
- DW Moffett jako John Kennish, ojciec Bay (prawnie) i Toby’ego oraz biologiczny ojciec Daphne. Jest znanym graczem w baseball'a.
- Lea Thompson jako Kathryn Kennish, matka Bay (prawnie) i Toby’ego oraz biologiczna matka Daphne.
- Lucas Grabeel jako Toby Kennish, starszy brat Bay i biologiczny brat Daphne.
- Gilles Marini jako Angelo Sorrento, biologiczny ojciec Bay Kennish. Odszedł od rodziny po tym jak Daphne straciła słuch. W tajemnicy zrobił test na ojcostwo, które wyszło negatywnie.
- Sean Berdy jako Emmett Bledsoe, niesłyszący przyjaciel Daphne, w którym dziewczyna jest zakochana. Chłopak Bay.

### Drugoplanowa
- Marlee Matlin jako Melody Bledsoe
- Max Adler jako Miles „Tank” Conroy
- Ivonne Coll jako Adriana Vasquez, matka Reginy, babcia Daphne i biologiczna babcia Bay. Mieszka z Daphne i Reginą w domku gościnnym.
- Austin Butler jako James „Wilke” Wilkerson III, najlepszy przyjaciel Toby’ego.
- Maiara Walsh jako Simone Sinclair, dawna przyjaciółka Bay, była dziewczyna Wilke'go oraz nowa znajoma Daphne.
- Blair Redford jako Tyler Mendoza, bliski przyjaciel Daphne i Bay.
- Sam Page jako Craig Tebbe, nowy prawnik Johna i Kathryn Kennish, który w ich imieniu pozywa szpital.
- Anthony Natale jako Cameron Bledsoe, ojciec Emmetta.
- TL Forsberg jako Olivia, dziewczyna Cameron'a, która jest dilerem.
- Charles Michael Davis jako Liam Lupo, były chłopak Bay. Jego ojciec jest właścicielem restauracji w mieście.
- Meeghan Holaway jako Amanda Burke, przyjaciółka rodziny Kennish. Wcześniej reprezentowała ich przeciwko szpitalowi. Została zwolniona gdyż spotykała się z jednym z członków zarządu szpitala.
- Jason Brooks jako Bruce, był mężem przyjaciółki Kathryn.
- Oliver Muirhead jako Geraldo, właściciel lokalnego salonu fryzjerskiego.
- Christopher Wiehl jako Patrick, właściciel lokalnej galerii sztuki.
- Tania Raymonde jako Zarra, graficiarka, która przyjaźniła się z Bay.
- Justin Bruening jako Jeff Reycraft, szef kuchni w restauracji Maiz, w której pracowała Daphne. Miłość Daphne.
- Ryan Lane jako Travis, niesłyszący przyjaciel Daphne. Pracuje w myjni Johna, przez problemy z rodziną zamieszkuje u Melody i Emmeta.

## Odcinki
| Sezon | Sezon | Odcinki | Oryginalna emisja | Oryginalna emisja    |
| Sezon | Sezon | Odcinki | Premiera sezonu   | Finał sezonu         |
| ----- | ----- | ------- | ----------------- | -------------------- |
|       | 1     | 30      | 6 czerwca 2011    | 22 października 2012 |
|       | 2     | 20      | 7 stycznia 2013   | 19 sierpnia 2013     |
|       | 3     | 22      | 13 stycznia 2014  | 8 grudnia 2014       |
|       | 4     | 20      | 6 stycznia 2015   | 26 października 2015 |
|       | 5     | 10      | 31 stycznia 2017  | 11 kwietnia 2017     |